# Puratos
Puratos is een Belgisch familiebedrijf dat actief is in de voedingsindustrie en ingrediënten levert aan bakkers, patissiers en chocolatiers. Deze multinational werd in 1919 opgericht en is voor ongeveer 80 procent eigendom van de Belgische families Van Belle en Demanet. Een klein deel van het kapitaal is in handen van twee Spaanse families.
Puratos heeft filialen in 68 landen. In 2018 werden de producten van Puratos geproduceerd in meer dan 55 fabrieken verspreid over 43 landen. In 2018 telde het bedrijf meer dan 7200 werknemers.
Puratos levert aan duizenden artisanale bakkers, maar ook aan grote bedrijven zoals Dunkin Donuts, McDonald's, Starbucks, Walmart en Tesco. De belangrijkste Belgische klant is de groep La Lorraine van Guido Van Herpe, bekend van onder meer de broodjeszaken Panos.
Het hoofdkantoor van Puratos is gevestigd in Groot-Bijgaarden, een deelgemeente van Dilbeek. De groep heeft O&O-centra in België (Groot-Bijgaarden), Guangzhou (Azië), Sao Paulo (Latijns-Amerika) en Cherry Hill (Verenigde Staten). In België heeft Puratos vijf vestigingen: in Groot-Bijgaarden ((banket)bakkerij-ingrediënten), Lummen (plantaardige crèmes en vullingen), Erembodegem (Belcolade), Sankt-Vith (zuurdesems) en Andenne (enzymes en biofermentatie). 
De voorzitter van Puratos is Eddy Van Belle. Hij is, na een lange carrière als CEO, de bezieler van de keten Choco-Story, een reeks chocolademusea in onder meer Brugge, Brussel en Parijs.
Belcolade is een merk dat Puratos in 1988 lanceerde.

## Geschiedenis
Puratos werd in 1919 opgericht in Brussel als leverancier voor banketbakkers. In 1923 lanceerde Puratos het brood Pura Malte, het eerste merkenbrood dat geroosterde tarwekorrels gebruikte. De machines waarmee het brood werd gemaakt, werden ontwikkeld door Auguste Piccard, bekend van zijn luchtballonconstructies.
Puratos was tot in de jaren 1950 een bescheiden bedrijf, dat uitsluitend op de Belgische markt actief was. De internationale doorbraak kwam in 1953 met T500, de eerste broodverbeteraar in pastavorm. Het was een mengeling van vetten, suikers, enzymen en vitamines. Halverwege de jaren 1970 werd het succes nog eens overgedaan met S500, een broodverbeteraar in poedervorm. Daarmee boorde Puratos ook markten buiten Europa aan. 
François Van Belle (1922-2015) en Pierre Demanet startten hun loopbaan bij Puratos respectievelijk in 1944 en 1946. Van Belle was boekhouder, Demanet had chemie gestudeerd en was laborant. Het bedrijf was toen nog in handen van de familie Groot. In 1975 kochten ze 60 procent van het bedrijf over van de kleindochter van de stichter.
In 2004 deed Puratos een belangrijke overname toen de Franse sectorgenoot Patisfrance werd ingelijfd. In datzelfde jaar realiseerde het bedrijf een omzet van 830 miljoen euro. In 2017 boekte het bedrijf een groepsomzet van 1870 miljoen euro.

## Wetenswaardigheid
In 1982 werd het stripverhaal De blijde broodeters gepubliceerd als speciale uitgave in de reeks Suske en Wiske.